# 汉阴郡
汉阴郡，中国唐朝时设置的郡。
唐玄宗天宝元年（742年），改金州置安康郡。唐肃宗至德二载（757年），避安禄山之姓，改安康郡为汉阴郡。治所在西城县（今陕西省安康市）。下辖西城县、洵阳县（今陕西省旬阳县西南）、淯阳县（今陕西省旬阳县蜀河镇）、石泉县（今陕西省石泉县）、汉阴县（今陕西省汉阴县西南）、平利县（今陕西省平利县老县镇吊楼子）。乾元元年（758年）复改为金州。
唐朝汉阴郡太守
- 李权（755年—758年）